# Gerhard Lustig (Informatiker)
Gerhard Lustig (* 18. Juni 1929  in Leipzig; † 6. Oktober 1993, vollständiger Name Kurt Gerhard Lustig) war ein deutscher Mathematiker und Informationswissenschaftler.

## Leben
Gerhard Lustig legte 1947 sein Abitur an einer Leipziger Oberschule ab. Von 1947 bis 1952 studierte er Mathematik und Physik an der Universität Leipzig. Das Studium schloss er als Diplom-Mathematiker ab. Anschließend war er drei Jahre Wissenschaftlicher Assistent am Mathematischen Institut der Universität Leipzig. 1955 erfolgte seine Promotion zum Dr. rer. nat. mit der Dissertation „Über die Zetafunktion eines Gebildes auf einer Mannigfaltigkeit“. Die Bewerter der Arbeit waren Erich Kähler und Ernst Hölder.

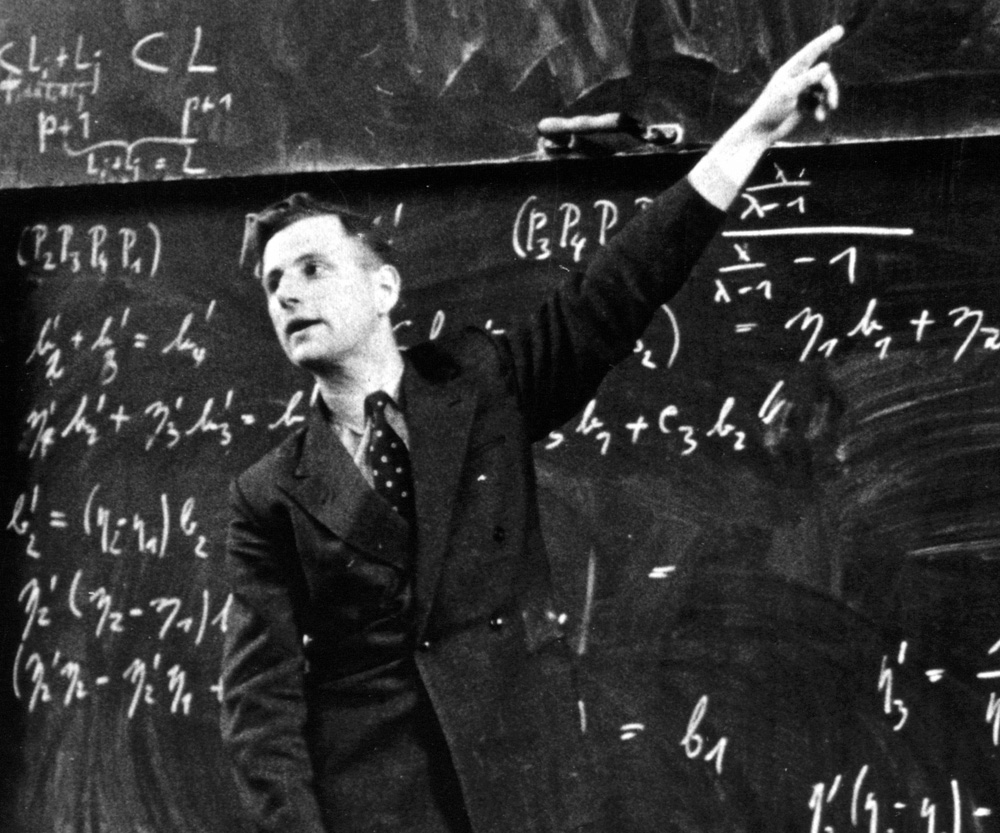
Gerhard Lustig bei einer Vorlesung 1956/57 in Leipzig

Anschließend arbeitete er als Wissenschaftlicher Oberassistent am Forschungsinstitut für Mathematik der Deutschen Akademie der Wissenschaften in Berlin (Ost), hielt aber daneben noch Vorlesungen an der Leipziger Universität.
1958 floh Lustig aus der DDR und arbeitete zunächst zwei Jahre in der Mathematischen Abteilung der IBM Deutschland in Sindelfingen. Von 1960 bis 1969 war er als Wissenschaftlicher Referent bei der Kommission der Europäischen Atomgemeinschaft (EURATOM), davon zunächst bis 1961 in Brüssel und danach in der Gemeinsamen Forschungsstelle in Ispra in Italien. Hier betrieb man unter anderem die automatische Übersetzung vom Russischen ins Englische, wobei Lustig erste Arbeiten
mit einer „neuen Art von Assoziationfaktoren“ zur automatischen Indexierung durchführte. Die automatische Sprachverarbeitung (Computerlinguistik) und das automatische Wiederauffinden automatisch indizierter komplexer Textstellen (Information Retrieval) blieben fortan seine Arbeitsfelder.
Von 1969 bis 1975 war Lustig Leiter der Hauptabteilung Forschung und nachuniversitäre Ausbildung der Zentralstelle für maschinelle Dokumentation (ZMD) in Frankfurt am Main. Ferner nahm er Lehraufträge von 1970 bis 1971 im Institut für Kommunikationsforschung und Phonetik der Universität Bonn und 1971 bis 1974 im Fachbereich Mathematik der Universität Frankfurt wahr.
1975 erhielt Gerhard Lustig eine Professur für Datenverwaltungssysteme am Fachbereich Informatik der TH Darmstadt. Hier wirkte er siebzehn Jahre in schulenbildender Weise auf den Gebieten automatische Indexierung und Information Retrieval. Er betreute zehn Promotionen und über 30 Diplomarbeiten. Zwei Amtsperioden war er auch Dekan an der TH Darmstadt.
1992 schied er wegen schon lange andauernder Krankheit aus seinem Hochschulamt aus und verstarb knapp zwei Jahre darauf.

## Ehrungen
- Anlässlich des Ausscheidens aus dem Hochschuldienst wurde ihm die Ehrenmitgliedschaft im Hochschulverband für Informationswissenschaft verliehen.
- Der Hochschulverband für Informationswissenschaft vergibt seit 2000 jeweils während des Internationalen Informationswissenschaftlichen Symposiums (ISI) den Gerhard-Lustig-Preis für die beste studentische Abschlussarbeit im Fach Informationswissenschaft während der letzten beiden Jahre.[2]

## Publikationen (Auswahl)
- Gerhard Lustig: Über die Zetafunktion eines Gebildes auf einer Mannigfaltigkeit, Dissertation, Leipzig 1955
- Gerhard Lustig, Gerhard Knorz: Projekt Pilotanwendung AIR/PHYS: Pilotanwendung von automatischen Indexing- und verbesserten Retrievalverfahren mit der Datenbank PHYS, Technische Hochschule Darmstadt, 1984–1986
- Gerhard Lustig: Automatische Indexierung und Information-Retrieval: Erfahrungen und Perspektiven, Technische Hochschule Darmstadt, Fachgebiet Datenverwaltungssysteme II, 1988
- Gerhard Lustig: Automatische Indexierung zwischen Forschung und Anwendung, Verlag Georg Olms, 1986, ISBN 978-3487078250